# Grootkruis van het Vrijheidskruis
Het Grootkruis van het Vrijheidskruis (Fins:"Vapaudenristin suurristi") is de hoogste graad van het "Vrijheidskruis", een onderscheiding die in 1939 werd omgevormd tot de Orde van het Vrijheidskruis . De Orde werd in 1918 door het naar onafhankelijkheid strevende Groothertogdom Finland, dat eerder in personele unie met Rusland was verenigd ingesteld.
De hoogste graad, het Grootkruis, was bestemd voor staatshoofden en veldmaarschalken en wordt alleen aan zeer hooggeplaatste politieke en militaire leiders verleend.
De versierselen van het Grootkruis
Het kleinood is iets groter dan de andere versierselen van de Orde van het Vrijheidskruis en werd tot 1941 aan een geel lint met twee rode strepen gedragen. In dat jaar werd het lint voor de militaire gedecoreerden vervangen door een rood lint met twee witte strepen. Dat lint werd ook aan al de eerder met het Vrijheidskruis gedecoreerden uitgereikt.
Het kruis wordt gedragen aan een lint over de rechterschouder en op de linkerborst wordt een vijfhoekige zilveren ster gedragen met of zonder opgelegde zwaarden.
Boven het kruis is als verhoging een door de Finnen "rozet" genoemde lauwerkrans aangebracht met of zonder de twee geharnaste armen met zwaard en kromzwaard die "de eeuwige strijd tussen Oost en West" moeten symboliseren.
Op de ring rond het medaillon staat "ISÄNMAAN PUOLESTA" (Fins: "VOOR HET VADERLAND"). In het medaillon is een witte roos op een hakenkruis gelegd.

## De gedecoreerden
Grootkruisen met zwaarden
- Generaal Waldemar Erfurth
- Luitenant-Generaal Mannerheim 30.4.1918
- Keizer Wilhelm II van Duitsland 1918
- Prins Heinrich van Pruissen 1918
- Generaalveldmaarschalk Paul von Hindenburg 1918
- Generaal Erich Ludendorff 1918

- Maarschalk Mannerheim werd op 20.3.1940 opnieuw onderscheiden, ditmaal met een Grootkruis met briljanten.
- Luitenant-Generaal Erik Heinrichs 6.7.1940
- Minister-President Risto Ryti 6.7.1940
- Generaal-Majoor Rudolf Walden (Minister van Oorlog) 6.7.1940
- Generaal Vilho Nenonen 6.3.1943 (artillerie) 1944
- Luitenant-Generaal Jarl Lunqvist (luchtmacht) 1944
- Luitenant-Generaal Väinö Valve (Marine) 1944
- Luitenant-Generaal Lennart Oesch 2.2.1945
- Rijksmaarschalk Hermann Göring 1944
- Generaal-Veldmaarschalk Wilhelm Keitel 1944
- Grootadmiraal Erich Raeder 1944
- Generaal-Veldmaarschalk Walther von Brauchitsch  1944
- "Reichsführer SS" Heinrich Himmler 1944 (met zwaarden maar aan het gele lint van de civiele klasse)
- Grootadmiraal Karl Dönitz  1944
- Generaal-Kolonel Eduard Dietl  1944 (postuum, na een vliegongeval)
- Maarschalk Ion Antonescu 1944

Benoemingen na de Tweede Wereldoorlog
- President Juho Paasikivi 9.10.1950
- Generaal en opperbevelhebber van de Finse strijdkrachten Aarne Sihvo  30.5.1953
- Generaal en opperbevelhebber van de Finse strijdkrachten Kaarlo Heiskanen 4.6.1959
- Generaal en opperbevelhebber van de Finse strijdkrachten Lauri Sutela 6.12.1983
- Generaal en opperbevelhebber van de Finse strijdkrachten Adolf Ehrnrooth 6.12.1989
- Generaal en opperbevelhebber van de Finse strijdkrachten Jaakko Valtanen 4.6.1994

Benoemingen in de vredesklasse
- Senator Kyösti Kallio 30.4.1918
- Vijf bevriende staatshoofden werden in 1918 onderscheiden
- President Urho Kekkonen 6.7.1940
- Minister-President Mauno Koivisto 29.2.1956
- President Pehr Svinhufvud 27.1.1982
- President Martti Ahtisaari 1.3.1994

De opperbevelhebber van de Finse strijdkrachten is de Grootmeester van de orde van het Vrijheidskruis en draagt daarom ook het Grootkruis. De eerste Grootmeester was Generaal Mannerheim die tot grootmeester voor het leven werd benoemd. Ook de Finse president draagt de ster van de vredesklasse van de orde.
De Finse grootkruisen waren vaak al eerder in lagere graden in de Orde van het Vrijheidskruis benoemd.